# Amara insignis
Amara insignis är en skalbaggsart som beskrevs av Pierre François Marie Auguste Dejean. Amara insignis ingår i släktet Amara och familjen jordlöpare. Inga underarter finns listade i Catalogue of Life.